# Berkeley Square (Film)
Berkeley Square ist ein US-amerikanischer Fantasyfilm aus dem Jahr 1933. Das Drehbuch basiert auf dem unvollendeten Roman The Sense of the Past von Henry James und dem daraus entwickelten Theaterstück von John L. Balderston.

## Handlung
England 1784. Der wohlhabende Amerikaner Peter Standish kommt an, um seiner entfernten Cousine Kate Pettigrew den Hof zu machen. Die Familie Pettigrew gehört zu den angesehensten Familien in England. Kates Bruder Tom und ihre Mutter Lady Ann drängen Kate dazu, den Amerikaner zu umgarnen, damit sie die Schulden bezahlen können. Zur gleichen Zeit bekommt Helen, die Tochter des Hauses, unerwarteten Besuch ihres Galans, Mr. Throstle. Als Peter das Haus betritt, ändert sich die Szenerie.
London 1933. Der amerikanische Architekt Peter Standish, ein Nachkomme des Peter Standishs aus der vorangegangenen Szene, begutachtet sein Erbe, das Haus der Pettigrews. Seine Verlobte Marjorie Trant ist besorgt über Peters Aussehen. Die letzten drei Tage hat er die Tagebücher seines Vorfahren studiert. Marjorie nimmt Peter mit zu einer Teestunde beim amerikanischen Botschafter. Dem vertraut Peter an, dass sein Vorfahr auf den Tag genau vor 149 Jahren das Haus der Pettigrews betreten hat. Er glaubt, dass, wenn er zur genau gleichen Zeit das Haus betritt, er ins Jahr 1784 zurückreisen wird. Der Botschafter ermahnt Peter, vorsichtig zu sein und nicht die Zukunft zu verändern.
Peters Theorie wird zur Wahrheit. Er wird, als er das Haus betritt, von Kate begrüßt. Die Pettigrews sind über ihren fremden Cousin bestürzt, da er Dinge anspricht, die noch gar nicht geschehen sind. Helen ist mehr fasziniert als ängstlich, und nach einiger Zeit verlieben die beiden sich ineinander. Zuerst ist Peter von dem einfachen Leben in dieser Zeit angetan. Doch mit der Zeit stört er sich immer mehr an den Verhältnissen, in erster Linie an der Unkenntnis der Leute und an der mangelnden Hygiene. Bei einigen Gelegenheiten setzt er die Pettigrews, mit Ausnahme von Helen, mit seinen Ansichten in Bestürzung. Sie glauben, Peter sei von einem Dämon besessen. Helen erfährt Peters wahre Herkunft und verzweifelt, als sie in seinen Augen die Zukunft sieht: den Weltkrieg, Gangster, Eisenbahnen und moderne Städte. Peter und Helen versichern sich ihrer Liebe. Peter will bleiben, da er die Zukunft verändert hat. Die Animositäten zwischen Peter und den übrigen Pettigrews erreichen ihren Höhepunkt. Helen überzeugt ihn, dass er doch besser wieder zurück in seine Zeit reist. Sie sagt ihm, dass sie immer bei ihm sei und gibt ihm eine ägyptische Statue als Symbol ewigen Lebens.
Peter kehrt ins Jahr 1933 zurück. Marjorie, der Botschafter und seine Hauswirtin Mrs. Barwick sind erleichtert. Der Botschafter glaubt, Peter habe zu viel getrunken und fantasiere über das 18. Jahrhundert. Peter besucht Helens Grab. Er ist schockiert, als er erkennt, dass er die Geschichte verändert hat. Durch sein Verhältnis mit Helen lebte sie nicht mit Throstle und starb schon drei Jahre später. Peter sagt Marjorie, dass er sie nicht heiraten könne. Er trauert um Helen. Dann hört er ihre Stimme, die ihm sagt, sie werden in Gottes Zeiten zusammen sein.

## Rezeption
Die Variety bezeichnete den Film als eine einfallsreiche, schöne und gut gearbeitete Produktion.
Der Schriftsteller H. P. Lovecraft sah den Film viermal im Kino und war von ihm fasziniert; die Idee eines Körpertausches soll beispielsweise für seine Erzählung Der Schatten aus der Zeit als Inspiration gedient haben. Der vom 18. Jahrhundert faszinierte Lovecraft schrieb, es sei die „seltsamste perfekte Verkörperung meiner eigenen Stimmungen und Pseudo-Erinnerungen, die ich je gesehen habe – denn mein ganzes Leben lang hatte ich das Gefühl, aus diesem Traum eines idiotischen viktorianischen Zeitalters und eines verrückten Jazz-Zeitalters in der gesunde Realität von 1760 oder 1770 oder 1780 aufzuwachen“.

## Auszeichnungen
1934 wurde Leslie Howard in der Kategorie Bester Hauptdarsteller für den Oscar nominiert.

## Hintergrund
Die Uraufführung fand am 15. September 1933 statt.
Das Theaterstück wurde bei der Londoner Premiere im März 1929 von Leslie Howard inszeniert und produziert. Auch bei der Broadway Produktion, die im November des gleichen Jahres startete, war er in diesen Funktionen tätig. Valerie Taylor und Irene Browne spielten am Broadway die Rollen, die sie auch im Film spielten.
Roy Ward Baker drehte 1954 ein Remake des Films unter dem Titel I’ll Never Forget You mit Tyrone Power und Ann Blyth.